# 池澤真
池澤 真（いけざわ しん）は、日本の漫画家、イラストレーター。旧ペンネームはちび丸。男性。配偶者は同じく漫画家・イラストレーターの津留崎優。一児の父。

## 作品リスト

### 連載中
- 異世界美少女受肉おじさんと（『サイコミ』[3]2019年11月18日[4] - 、津留崎優との共著[3]、既刊15巻）

### 連載終了
- プレフレ（芳文社『まんがタイムきらら』2012年1月号 - 2014年4月号、MANGA TIME KR COMICS、全2巻）
  1. 2013年2月27日発売、ISBN 978-4-8322-4270-8
  2. 2014年4月26日発売、ISBN 978-4-8322-4433-7
- オーバーイメージ（KADOKAWA/メディアファクトリー『コミックアライブ』2012年9月号 - 2013年7月号）
- モーレツ宇宙海賊 ABYSS OF HYPERSPACE -亜空の深淵-（KADOKAWA『コミックアライブ』2014年2月号 - 11月号、全2巻）
- ガーリッシュ ナンバー 修羅（作画担当、原作：津留崎優、『電撃G's magazine.com』配信[5]、全1巻）
- Charlotte (電撃コミックスNEXT、原作：麻枝 准（Key/ビジュアルアーツ）、キャラクター原案：Na-Ga（Key/ビジュアルアーツ）、津留崎優との共著[6]、全6巻）

### ゲーム
- 天華百剣 -斬- カードイラスト（千代金丸、治金丸、北谷菜切（琉球三刀）、虎御前の太刀、獅子王）
- Fate/Grand Order キャラクターデザイン（マックスウェルの悪魔、斎藤一）

## 寄稿
- Fate/Grand Order カルデアエース（2017年4月15日発売） - 「カルデア四季画報」描きおろしイラスト[7]
- Fate/kaleid linerプリズマ☆イリヤ ドライ!!第10巻特装版（2018年7月26日発売、特装版付属の冊子） - 描きおろしイラスト[8]